# Baidu
Baidu (en chino, 百度; pinyin, Bǎidù; literalmente, ‘cien veces’) es un motor de búsqueda en idioma chino con sede en Pekín fundado a finales de 1999 por Robin Li y Eric Xu. Su diseño es similar al de Google e incluye la posibilidad de búsqueda de noticias, imágenes y canciones, entre otras funciones.
Su nombre proviene de un poema chino clásico del poeta Xin Qiji, durante la dinastía Song, acerca de un hombre que buscaba el amor de su vida.
Según el ranking elaborado por Alexa, Baidu es el cuarto sitio más visitado de Internet a nivel mundial.

## Historia
En 2005, Baidu cuenta con 115 millones de usuarios.
El 4 de julio de 2011, Microsoft y Baidu oficializaron su asociación en el ámbito de la búsqueda en internet.
En septiembre de 2023, el motor de búsqueda lanza su chatbot basado en su modelo de IA generativa, GenAI Ernie.

## Búsqueda de archivos MP3
Quizá la característica más popular de Baidu, que otros motores de búsqueda como Google no ofrecen, es la posibilidad de efectuar búsquedas de archivos de audio (MP3, WMA/SWF...). Es usada fundamentalmente para la búsqueda de música pop china, y los resultados de la búsqueda son sorprendentemente precisos. Baidu puede realizar estas búsquedas debido a que las leyes de la República Popular China no prohíben poner música en Internet, y Baidu se encuentra bajo jurisdicción china.[cita requerida]

## Baidu.com sale a bolsa
Baidu.com realizó su oferta pública de venta (OPV) el 5 de agosto de 2005, colocando un 12,5 por ciento de su capital. Las acciones de Baidu.com (a través de ADR, American Depositary Receipt) tuvieron un precio de colocación a 27.8 dólares por acción. Al cierre de la sesión del NASDAQ ese día, las acciones de Baidu.com cotizaban a 122,54 dólares (una revalorización del 353%). Fue el mejor rendimiento en el primer día de cotización de una empresa extranjera en la historia del Nasdaq hasta la fecha. Sin embargo, en las siguientes sesiones, las acciones cayeron rápidamente, aunque no hasta su nivel de salida, cerrando a 91,75 dólares el 10 de agosto.
A menudo se alude a Baidu.com como el "Google de China" debido a su semejanza a aquel. De hecho, Google poseyó durante un tiempo el 2.6% de la compañía, pero acabó vendiéndolo. Y plantear la competencia a las multinacionales como Google.

## Juicio
En el año 2007 el Alto Tribunal Popular de Pekín falló en contra de las grandes multinacionales discográficas como EMI, Sony BMG, Warner Music y Universal Music que dos años antes habían denunciado a Baidu por ofrecer a sus internautas la descarga y reproducción sin permiso de 137 canciones cuyos derechos de autor les pertenecían, por lo que solicitaban la suspensión del servicio, 226.000 dólares de compensación y una disculpa pública.
El Primer Tribunal Intermedio de Pekín descartó que el servicio facilitado por Baidu, que consiste en vínculos musicales, constituyera una infracción de la ley, debido a que el producto se descargaba desde terceros servidores.